# U-266 (tàu ngầm Đức)
U-266 là một tàu ngầm tấn công  Lớp Type VII thuộc phân lớp Type VIIC được Hải quân Đức Quốc Xã chế tạo trong Chiến tranh Thế giới thứ hai. Nhập biên chế năm 1942, nó đã thực hiện được hai chuyến tuần tra và đánh chìm được bốn tàu buôn với tổng tải trọng 16.089 GRT. Sau chuyến tuần tra cuối cùng tại Đại Tây Dương, U-266 bị một máy bay ném bom Handley Page Halifax của Không quân Hoàng gia Anh đánh chìm tại vịnh Biscay vào ngày 15 tháng 5, 1943.

## Thiết kế và chế tạo

### Thiết kế

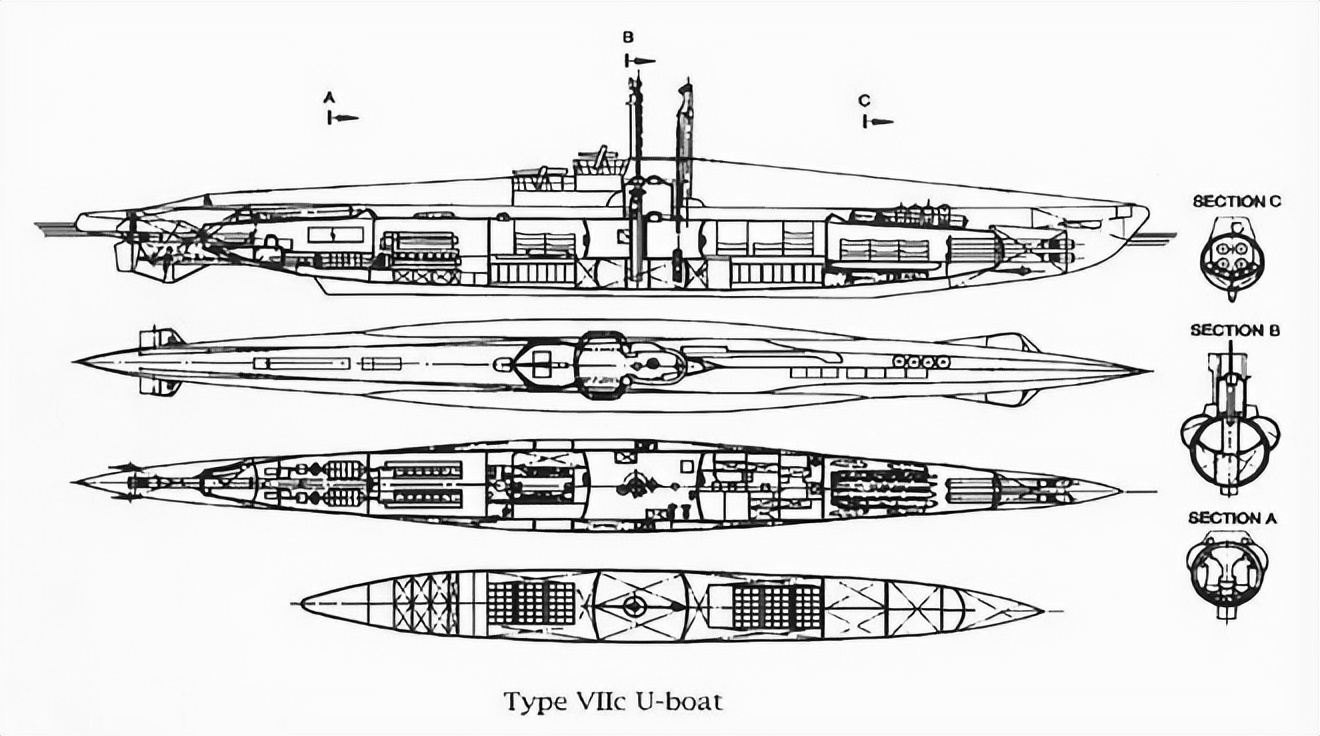
Sơ đồ các mặt cắt một tàu ngầm Type VIIC

Phân lớp VIIC của Tàu ngầm Type VII là một phiên bản VIIB được kéo dài thêm. Chúng có trọng lượng choán nước 769 t (757 tấn Anh) khi nổi và 871 t (857 tấn Anh) khi lặn). Con tàu có chiều dài chung 67,10 m (220 ft 2 in), lớp vỏ trong chịu áp lực dài 50,50 m (165 ft 8 in), mạn tàu rộng 6,20 m (20 ft 4 in), chiều cao 9,60 m (31 ft 6 in) và mớn nước 4,74 m (15 ft 7 in).
Chúng trang bị hai động cơ diesel Germaniawerft F46 siêu tăng áp 6-xy lanh 4 thì, tổng công suất 2.800–3.200 PS (2.100–2.400 kW; 2.800–3.200 bhp), dẫn động hai trục chân vịt đường kính 1,23 m (4,0 ft), cho phép đạt tốc độ tối đa 17,7 kn (32,8 km/h), và tầm hoạt động tối đa 8.500 nmi (15.700 km) khi đi tốc độ đường trường 10 kn (19 km/h). Khi đi ngầm dưới nước, chúng sử dụng hai động cơ/máy phát điện AEG GU 460/8–27 tổng công suất 750 PS (550 kW; 740 shp). Tốc độ tối đa khi lặn là 7,6 kn (14,1 km/h), và tầm hoạt động 80 nmi (150 km) ở tốc độ 4 kn (7,4 km/h). Con tàu có khả năng lặn sâu đến 230 m (750 ft).
Vũ khí trang bị có năm ống phóng ngư lôi 53,3 cm (21 in), bao gồm bốn ống trước mũi và một ống phía đuôi, và mang theo tổng cộng 14 quả ngư lôi, hoặc tối đa 22 quả thủy lôi TMA, hoặc 33 quả TMB. Tàu ngầm Type VIIC bố trí một hải pháo 8,8 cm SK C/35 cùng một pháo phòng không 2 cm (0,79 in) trên boong tàu. Thủy thủ đoàn bao gồm 4 sĩ quan và 40-56 thủy thủ.

### Chế tạo
U-266 được đặt hàng vào ngày 15 tháng 8, 1940, và được đặt lườn tại xưởng tàu của hãng Bremer-Vulkan-Vegesacker Werft ở Bremen vào ngày 1 tháng 8, 1941. Nó được hạ thủy vào ngày 11 tháng 5, 1942, và nhập biên chế cùng Hải quân Đức Quốc Xã vào ngày 24 tháng 6, 1942 dưới quyền chỉ huy của Hạm trưởng, Trung úy Hải quân Hannes Leinemann.

## Lịch sử hoạt động
Sau khi hoàn thành việc chạy thử máy và huấn luyện trong thành phần Chi hạm đội U-boat 8, U-266 được điều sang Chi hạm đội U-boat 7 từ ngày 1 tháng 1, 1943 để hoạt động trên tuyến đầu.

### Chuyến tuần tra thứ nhất
U-266 khởi hành từ cảng Kiel vào ngày 22 tháng 12, 1942 cho chuyến tuần tra đầu tiên trong chiến tranh, tiến ra Bắc Hải, rồi băng qua khe GIUK giữa quần đảo Faroe và Iceland để hoạt động trong Bắc Đại Tây Dương về phía Đông Nam Greenland. Tại đây vào ngày 6 tháng 2, 1943, nó đã tấn công tàu buôn Hy Lạp Polyktor 4.077 GRT vốn bị phân tán khỏi Đoàn tàu SC 118 tại tọa độ 53°04′B 33°04′T / 53,067°B 33,067°T. U-266 kết thúc chuyến tuần tra và đi đến cảng St. Nazaire bên bờ biển Đại Tây Dương của Pháp đã bị Đức chiếm đóng, đến nơi vào ngày [17 tháng 2]], 1943.

### Chuyến tuần tra thứ hai - Bị mất
U-266 xuất phát từ cảng St. Nazaire vào ngày 14 tháng 3 cho chuyến tuần tra thứ hai, cũng là chuyến cuối cùng, để tiếp tục hoạt động tại vùng biển Bắc Đại Tây Dương. Vào ngày 5 tháng 5, ở vị trí về phía Nam mũi Farewell, Greenland, nó đã tấn công Đoàn tàu ONS 5, đánh chìm các tàu buôn Na Uy Bonde 1.570 GRT cùng các tàu buôn Anh Gharinda 5.306 GRT và Selvistan 5.136 GRT tại tọa độ 53°28′B 44°20′T / 53,467°B 44,333°T. Trên đường quay trở về căn cứ và đã đi đến cửa ngõ vịnh Biscay vào ngày 15 tháng 5, 1943, chiếc tàu ngầm bị một máy bay ném bom Handley Page Halifax thuộc Liên đội 58 Không quân Hoàng gia Anh thả mìn sâu đánh chìm tại tọa độ 45°28′B 10°20′T / 45,467°B 10,333°T.  Toàn bộ 47 thành viên thủy thủ đoàn của U-266 đều tử trận.

### "Bầy sói" tham gia
U-266 từng tham gia năm bầy sói:
- Jaguar (10 – 27 tháng 1, 1943)
- Pfeil (4 – 9 tháng 2, 1943)
- Amsel (22 tháng 4 – 3 tháng 5, 1943)
- Amsel 2 (3 – 6 tháng 5, 1943)
- Elbe (7 tháng 5, 1943)

### Tóm tắt chiến công
U-266 đã đánh chìm được bốn tàu buôn tổng tải trọng 16.089 GRT:
| Ngày            | Tên tàu   | Quốc tịch      | Tải trọng | Số phận      |
| --------------- | --------- | -------------- | --------- | ------------ |
| 6 tháng 2, 1943 | Polyktor  | Greece         | 4.077     | Bị đánh chìm |
| 5 tháng 5, 1943 | Bonde     | Norway         | 1.570     | Bị đánh chìm |
| 5 tháng 5, 1943 | Gharinda  | United Kingdom | 5.306     | Bị đánh chìm |
| 5 tháng 5, 1943 | Selvistan | United Kingdom | 5.136     | Bị đánh chìm |